# Clavus infrafusca
Clavus infrafusca is een slakkensoort uit de familie van de Drilliidae. De wetenschappelijke naam van de soort is voor het eerst geldig gepubliceerd in 1893 door Sowerby III.